# Campeonato Europeu de Ginástica Artística de 1963
O Campeonato Europeu de Ginástica Artística de 1963 teve suas competições femininas realizadas em Paris, França, enquanto as masculinas, em separado, realizaram-se na cidade de Belgrado, Sérvia.

## Eventos
- Individual geral masculino
- Solo masculino
- Barra fixa
- Barras paralelas
- Cavalo com alças
- Argolas
- Salto sobre a mesa masculino
- Individual geral feminino
- Trave
- Solo feminino
- Barras assimétricas
- Salto sobre a mesa feminino

## Medalhistas
| Evento              | Ouro                                                          | Prata                                    | Bronze                                  |
| Masculino           |                                                               |                                          |                                         |
| Individual geral    | YUG Miroslav Cerar                                            | URS Boris Shakhlin                       | URS Valeri Kerdemilidi                  |
| Solo                | ITA Franco Menichelli                                         | URS Valeri Kerdemildi                    | YUG Miroslav Cerar                      |
| Cavalo com alças    | YUG Miroslav Cerar URS Valeriy Kerdemilidi                    | URS Boris Shakhlin                       | nenhum                                  |
| Argolas             | YUG Miroslav Cerar URS Boris Shakhlin URS Valeriy Kerdemilidi | nenhum                                   | nenhum                                  |
| Salto sobre a mesa  | TCH Premysl Krbec                                             | YUG Miroslav Cerar                       | URS Valeriy Kerdemilidi YUG Martin Srot |
| Barras paralelas    | ITA Giovanni Carmucci                                         | URS Boris Shakhlin ITA Franco Menichelli | nenhum                                  |
| Barra fixa          | YUG Miroslav Cerar URS Boris Shakhlin                         | nenhum                                   | URS Valeriy Kerdemilidi                 |
| Feminino            |                                                               |                                          |                                         |
| Individual geral    | YUG Marjana Bilic (37.232)                                    | SWE Solveig Egman (37.131)               | SWE Eva Rydell (36.966)                 |
| Salto sobre a mesa  | SWE Solveig Egman (19,032)                                    | NED Thea Belmer (18,799)                 | NED Jannie Viersta (18,732)             |
| Barras assimétricas | NED Thea Belmer (18,766)                                      | YUG Tereza Kocis (18,733)                | SWE Solveig Egman (18,566)              |
| Trave               | SWE Eva Rydell (19,033)                                       | YUG Tereza Kocis (18,500)                | YUG Marjana Bilic (18,400)              |
| Solo                | YUG Marjana Bilic (18,932)                                    | SWE Solveig Egman (18,899)               | YUG Tereza Kocis (18,766)               |

## Quadro de medalhas
| Ordem | País            | Medalha de ouro | Medalha de prata | Medalha de bronze |    |
| ----- | --------------- | --------------- | ---------------- | ----------------- | -- |
| 1     | Iugoslávia      | 6               | 3                | 4                 | 13 |
| 2     | União Soviética | 4               | 4                | 3                 | 11 |
| 3     | Suécia          | 2               | 2                | 2                 | 6  |
| 4     | Itália          | 2               | 1                |                   | 3  |
| 5     | Países Baixos   | 1               | 1                | 1                 | 3  |
| 6     | Checoslováquia  | 1               |                  |                   | 1  |
| TOTAL | TOTAL           | 16              | 11               | 10                | 37 |